# Banville
Banville è un comune francese di 656 abitanti situato nel dipartimento del Calvados nella regione della Normandia.
Fa parte del cantone di Courseulles-sur-Mer, nell'arrondissement di Bayeux.

## Società

### Evoluzione demografica
Abitanti censiti